# 約翰·索普斯
約翰·索普斯（1983年10月8日—）是一位德國排球運動員。他現在效力於波蘭排球聯賽Asseco Resovia Rzeszów。他也是德國國家排球隊的一員，代表德國參加了2008年奧運會。